# اونیکاچی اوکونکو
اونیکاچی اوکونکو (انگلیسی: Onyekachi Okonkwo؛ زادهٔ ۱۳ مهٔ ۱۹۸۲) بازیکن فوتبال اهل نیجریه است.
از باشگاه‌هایی که در آن بازی کرده‌است می‌توان به باشگاه ورزشی الخریطیات و باشگاه فوتبال زوریخ اشاره کرد.
وی همچنین در تیم ملی فوتبال نیجریه بازی کرده‌است.